# Łążyn (gmina Zławieś Wielka)
Łążyn – wieś w Polsce położona w województwie kujawsko-pomorskim, w powiecie toruńskim, w gminie Zławieś Wielka.
W latach 1975–1998 miejscowość należała administracyjnie do województwa toruńskiego. Według Narodowego Spisu Powszechnego (III 2011 r.) liczyła 688 mieszkańców. Jest dziesiątą co do wielkości miejscowością gminy Zławieś Wielka.

## Nazwa
Miejscowość leży na pograniczu Mazowsza oraz Pomorza i związana była historycznie z ziemią chełmińską na Pomorzu Nadwiślańskim. Ma metrykę średniowieczną i istnieje co najmniej od pierwszej połowy XIV wieku. Wymieniona została po raz pierwszy w dokumentach z lat 1324-1349 jako "Lansin, Lansen, Landzen, Lanschin". Po rozbiorach Polski wieś nazywała się w języku niemieckim Lonzyn.

## Historia
Tereny, na których powstała wieś były jednak zasiedlone znacznie wcześniej. W okolicyarcheolodzy zlokalizowali dwa grody: jedno wyżynne półkoliste nad jeziorem i parowem za wsią z wałem podwójnym i fosą, a drugie zniszczone w granicach wsi.
Od 1226 po sprowadzeniu na Mazowsze przez księcia Konrada I mazowieckiego zakonu krzyżackiego tereny, na których leży miejscowość w XIII-XV wieku znalazły się we władaniu krzyżaków. W latach 1324-1349 miejscowość znajdowała się na terytorium biskupstwa chełmińskiego. W 1367 biskup chełmiński Wikbold Dobilstein potwierdził przywilej lokacyjny biskupa Ottona z lat 1324-1349 dla wsi Łążyn według, którego sołtys wsi miał 6 łanów oraz 1/3 opłat z sądownictwa, a także prawo rybołówstwa dla własnego stołu na jeziorze Zwiniarz. Cała wieś liczyła wówczas 40 łanów.
W 1414 w czasie działań wojennych prowadzonych podczas wojny głodowej jaką prowadził zakon krzyżacki z Koroną Królestwa Polskiego we wsi spłonęły trzy gospodarstwa.
W 1454 po wybuchu wojny trzynastoletniej toczonej pomiędzy państwem zakonu krzyżackiego, a Koroną Królestwa Polskiego miejscowość dostała się w granice Korony. W 1466 na mocy traktatu toruńskiego podpisanego po zakończonej wojny trzynastoletniej miejscowość została włączona do Korony i leżała w powiecie chełmińskim, Województwa chełmińskiego Korony Królestwa Polskiego.
W 1514 biskup chełmiński Jan Konopacki nadał Janowi młyn zbożowy na prawie chełmińskim z obowiązkiem dostawienia rocznie do Lubawy 50 korców mąki. Oprócz młyna Jan otrzymał także pastwisko oraz zagrodę przy nim. W 1546 biskup chełmiński Tiedemann Giese nadał wsi Tynwałd część łąk w opuszczonej wsi Łążyn. W 1570 miejscowość była własnością biskupstwa chełmińskiego i liczyła 60 łanów. Znajdował się w niej w niej młyn oraz wyszynk piwa.
Wskutek I rozbioru Polski w 1772, miejscowość przeszła pod władanie Prus i jak cała ziemia chełmińska znalazła się w zaborze pruskim.
Od 22 października do 13 listopada 1906 r. (lub dłużej) w miejscowej szkole elementarnej odbył się strajk dzieci przeciwko nauczaniu religii w języku niemieckim. Z uczestników strajku znane są nazwiska następujących dzieci: M. Kosiński, I. Mickiewicz. Strajk był elementem znacznie większej akcji biernego oporu wobec pruskich władz szkolnych, która na przełomie 1906 i 1907 r. objęła ponad 460 (!) szkół w prowincji Prusy Zachodnie, czyli przedrozbiorowe Pomorze Gdańskie, Powiśle, ziemię chełmińską i ziemię lubawską oraz część Krajny. Inspiracją dla strajków pomorskich były wcześniejsze działania dzieci w prowincji wielkopolskiej, ze słynnym strajkiem we Wrześni (1901) na czele.

## Zabytki
- Kościół neogotycki św. Walentego z roku 1898, zbudowany na miejscu poprzedniego drewnianego. Wewnątrz kropielnica granitowa, prawdopodobnie średniowieczna (XV w.) i feretron rokokowy z 2. połowy XVIII w.
- Kaplica św. Walentego z 1882 r.
- Cmentarz z XVII-XIX w.

1. 1 2  GUS: Ludność - struktura według ekonomicznych grup wieku. Stan w dniu 31.03.2011 r.
2. ↑  Oficjalny Spis Pocztowych Numerów Adresowych, Poczta Polska S.A., październik 2022, s. 703 [zarchiwizowane 2022-10-26].
3. ↑  Państwowy Rejestr Nazw Geograficznych – miejscowości – format XLSX, Dane z państwowego rejestru nazw geograficznych – PRNG, Główny Urząd Geodezji i Kartografii, 8 stycznia 2025, identyfikator PRNG: 72464
4. ↑  Rozporządzenie Ministra Administracji i Cyfryzacji z dnia 13 grudnia 2012 r. w sprawie wykazu urzędowych nazw miejscowości i ich części (Dz.U. z 2013 r. poz. 200)
5. 1 2 3 4 5 6   Porębska 1971 ↓, s. 74.
6. ↑  Kirchenbuch, Gurske, Kreis Thorn / Westpreußen. [dostęp 2016-07-11]. (niem.).
7. ↑  L. Burzyńska-Wentland, Strajki szkolne w Prusach Zachodnich w latach 1906−1907, Gdańsk 2009, s. 232.